# SO Pont-de-Chéruy Charvieu Chavanoz Basket-ball
Actualités
Le SO Pont-de-Chéruy Charvieu Chavanoz Basket-ball est un club de basket-ball français basé à Pont-de-Chéruy dans l'Isère. Le club évolue depuis 2019 en Nationale 1.

## Histoire
Le club est créé en 1932 en tant que section basket-ball du SOPC, né de la fusion de l'EPPC (Éducation Physique de Pont-de-Chéruy) et de l'USPC (Union Sportive de Pont-de-Chéruy).
Le club remporte le titre de champion du Lyonnais Honneur dès 1937. En 1960, le club atteint la finale de coupe de France UFOLEP.
En 1975, le nom de la ville voisine de Charvieu s'ajoute au nom du club pour former le SOPCC. Trente ans plus tard, la ville de Chavanoz voit son nom être adjoint sur celui du club.
En 2007, l'équipe première est promue en Nationale 2.
À l'issue de la saison 2014-2015, le club est sacré champion de France de Nationale 3, après avoir dominé l'Unité sainte rosienne en Guadeloupe (107-75) puis les Vautours de Mayotte en finale (88-67). Le SOPCC aura remporté 27 des 28 matchs de championnat cette saison-là.
En 2019, les Pontois obtiennent la promotion en Nationale 1.